# The Austin Sessions
A The Austin Sessions Kris Kristofferson albuma, amelyet 1999-ben adott ki az Atlantic Records. Az albumon Kristofferson legismertebb dalai hallhatóak. Az album elkészítésében barátai is segítettek. Többek között Vince Gill, Marc Cohn, Alison Krauss és Mark Knopfler.

## Dalok
Az összes dalt Kris Kristofferson írta, kivéve ahol jelölve van.
1. Me and Bobby McGee (Kristofferson, Fred Foster) – 4:31
2. Sunday Mornin' Comin' Down – 5:20
3. For the Good Times – 3:59
4. The Silver Tongued Devil and I – 3:37
5. Help Me Make It Through the Night – 4:10
6. Loving Her Was Easier (Than Anything I'll Ever Do Again) – 5:18
7. To Beat the Devil – 4:30
8. Who's to Bless and Who's to Blame – 3:29
9. Why Me – 2:58
10. Nobody Wins – 4:05
11. The Pilgrim, Chapter 33 – 2:41
12. Please Don't Tell Me How the Story Ends – 2:38

## Munkatársak
- Kris Kristofferson – gitár, ének
- Mark Knopfler – ének, tremolo gitár, szájharmonika
- Larry Paxton – elektromos gitár
- Jim Cox – zongora
- Joe Spivey – hegedű
- Mike Baird – dob
- Stephen Bruton – gitár
- John Willis – gitár
- Alison Krauss – ének